# حنبل (اسم)
حنبل هو اسم علم مذكر من أصل عربي، ومعناه هو القصير الضخم البطن، الخف الخلق، وهو كذلك البحر، واسم موضع قرب البصرة.

## شخصيات تحمل الاسم
- حنبل الرصافي
- حنبل بن إسحاق

## وصلات خارجية
- موسوعة السلطان قابوس لأسماء العرب نسخة محفوظة 5 أبريل 2019 على موقع واي باك مشين.